# Stile littorio

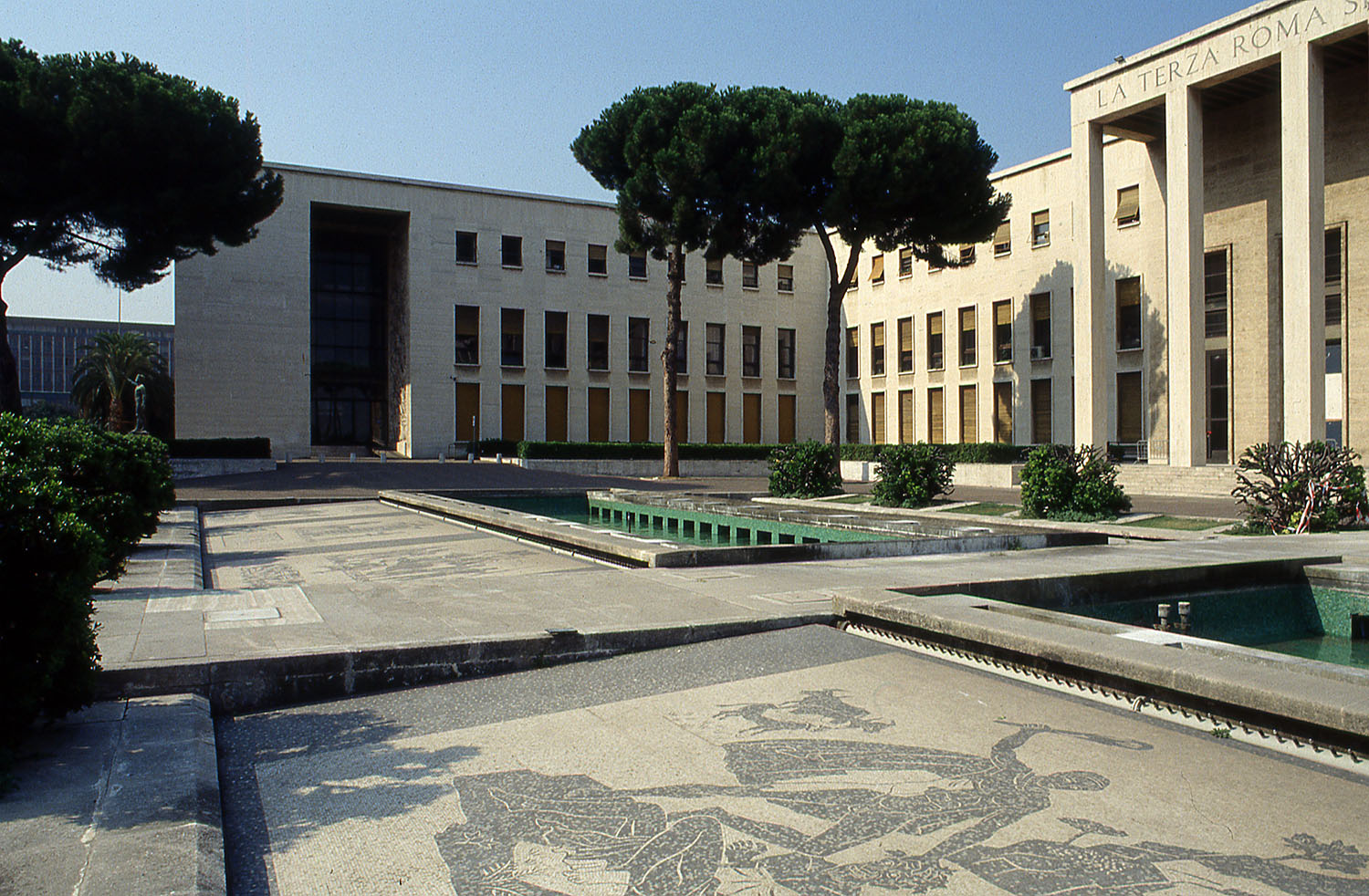
Il Palazzo degli Uffici a Roma Eur

Lo stile littorio denota un linguaggio architettonico che si è sviluppato in Italia negli anni trenta del XX secolo e che caratterizza soprattutto un gran numero di edifici pubblici commissionati dal regime fascista dall'inizio degli anni trenta fino alla sua caduta. 
L'emergere dello stile littorio è strettamente legato allo sviluppo di una politica architettonica fascista in cui, attraverso l'influenza diretta e indiretta delle istituzioni fasciste fino allo stesso Mussolini, doveva essere promosso un linguaggio architettonico formalmente esemplare, enfatizzato e dogmatico, in definitiva monumentale, per esprimere la grandezza e la dimensione storica rivendicata dal regime fascista.

## Definizione

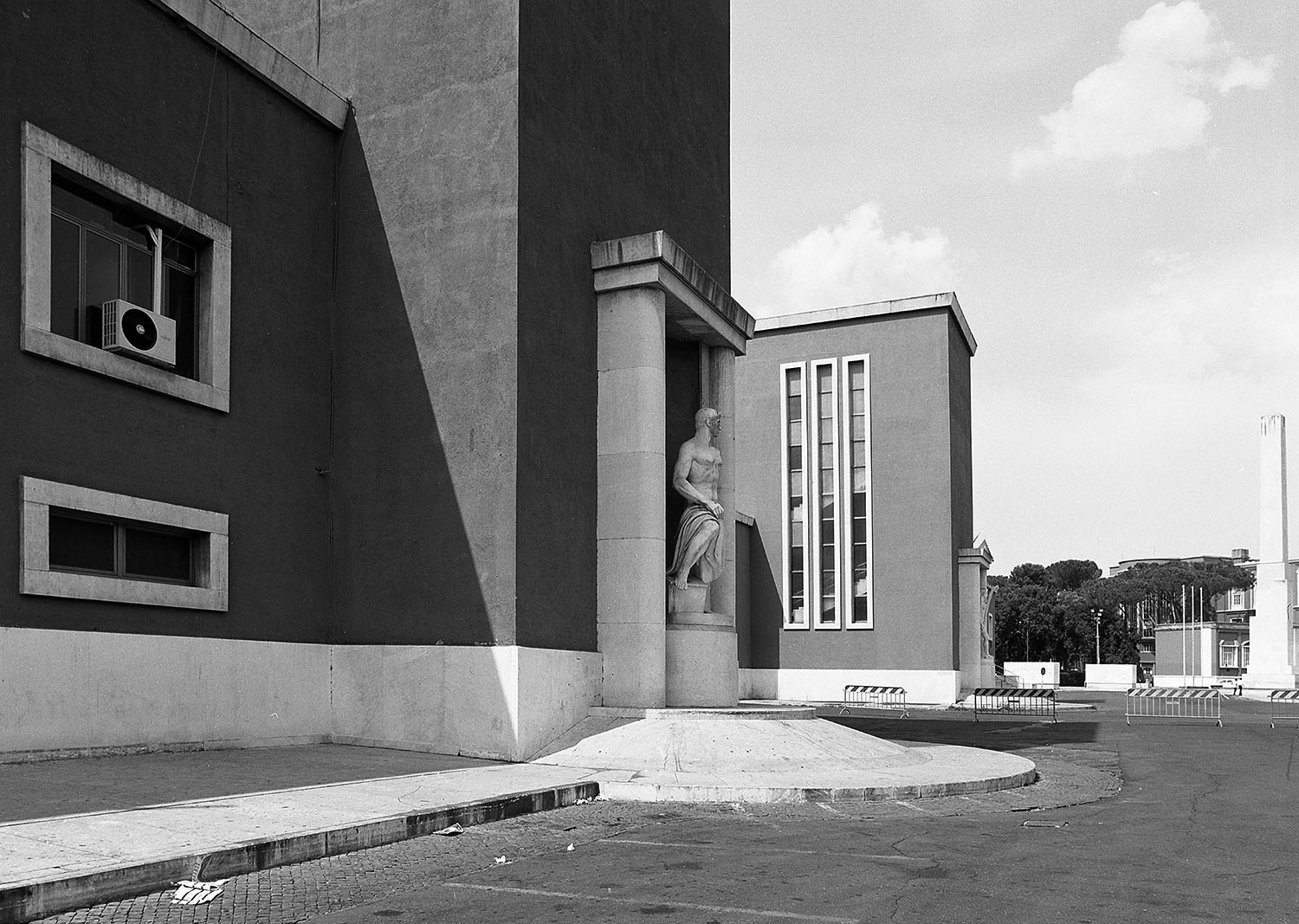
Il Foro Italico

Nella storia dell'architettura italiana, il termine stile littorio sussume l'aspetto di edifici e spazi urbani progettati e costruiti nell'Italia fascista e che furono costruiti in "forme per lo più retoriche e monumentali" Esso si riferisce a un'architettura semplificata, che nel suo perpetuo ricorso all'antico patrimonio edile romano è decisamente classicistico. Questo modo di progettare l'architettura, caratterizzato dalle particolarità della combinazione di astrazione e di un concreto vocabolario storico delle forme, ha preso il suo nome, che si riferisce ai fasci littori simboli del fascismo, già negli anni trenta del Novecento, in modo da denominare e da distinguere una tendenza progettuale in atto e favorita dal regime fascista soprattutto per le opere pubbliche. Lo stile littorio quindi denomina un'espressione di un'architettura di stato che mirava a omogeneizzare le correnti del linguaggio architettonico virulente in Italia negli anni venti, lo stile littorio fondeva la monumentalità e la classicità con il razionalismo e cercava uno stile unitario, connotativo e riconoscibile a livello nazionale, al servizio di un'immagine dello stato fascista che si connotava come progressista e allo stesso tempo come continuatore di un grande passato, soprattutto per dimostrare il proprio potere attraverso la misura e la semplicità volumetrica enfatizata in un monumentalismo di stato. 
Il termine 'stile littorio' fu usato per la prima volta quando Saverio Palozzi presentò i risultati del primo concorso indetto nel 1934 per la sede nazionale del Partito Nazionale Fascista, mentre fu coniato già da Marcello Piacentini, in occasione della costruzione del Monumento alla Vittoria di Bolzano del 1926/28, il cosiddetto 'ordine littorio', con riferimento alle colonne della costruzione stilizzate con fasci littori sporgenti.
Dopo la caduta del regime, nel secondo dopoguerra questa architettura razionalista è stata a lungo criticata per reazione politica. Con il tempo il giudizio estetico è andato modificandosi e le migliori tra queste architetture sono state rivalutate per i loro pregi estetici.